# Szczepanowice-Wójtowa Wieś

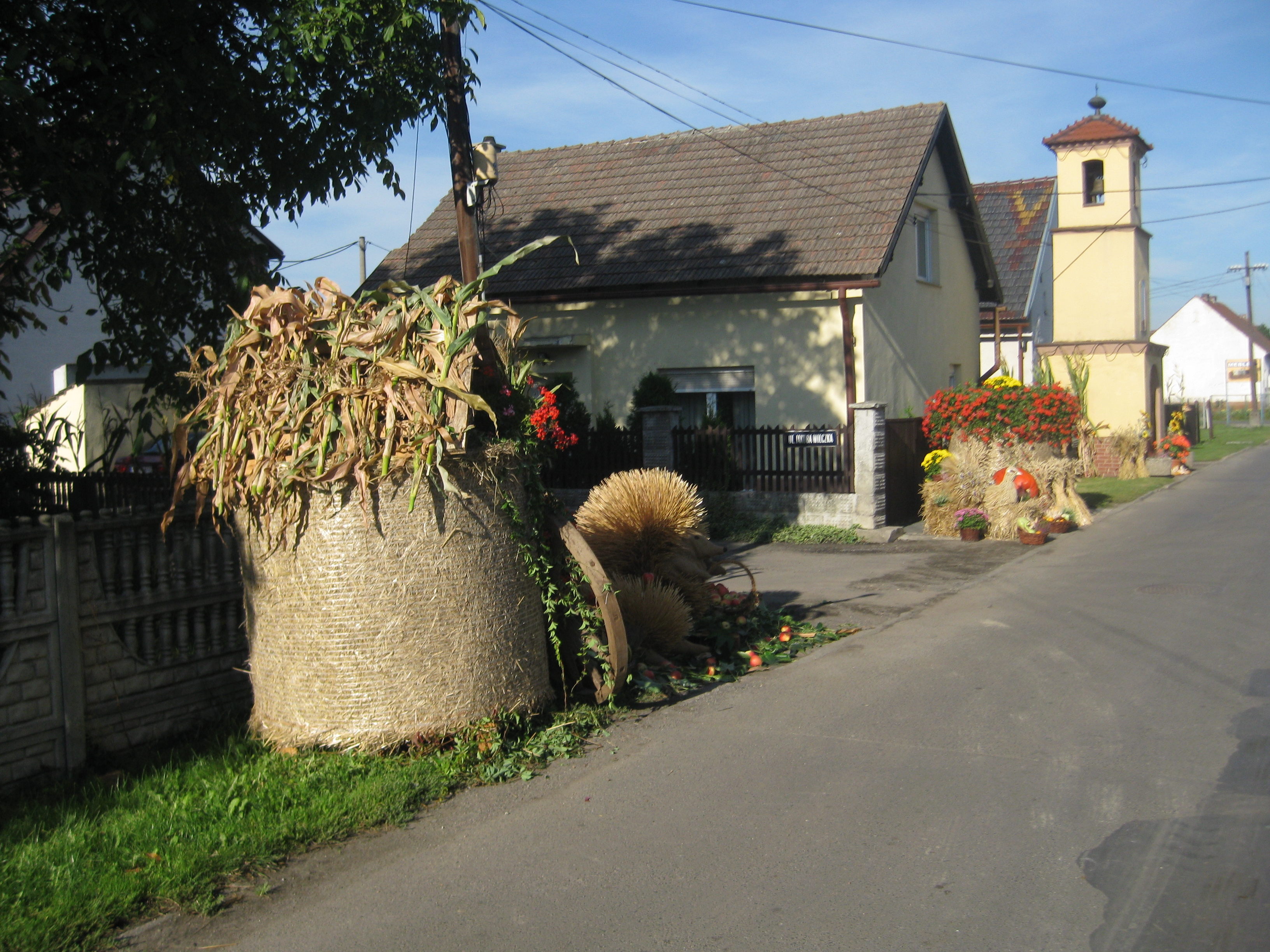
Fragment zabudowy Wójtowej Wsi

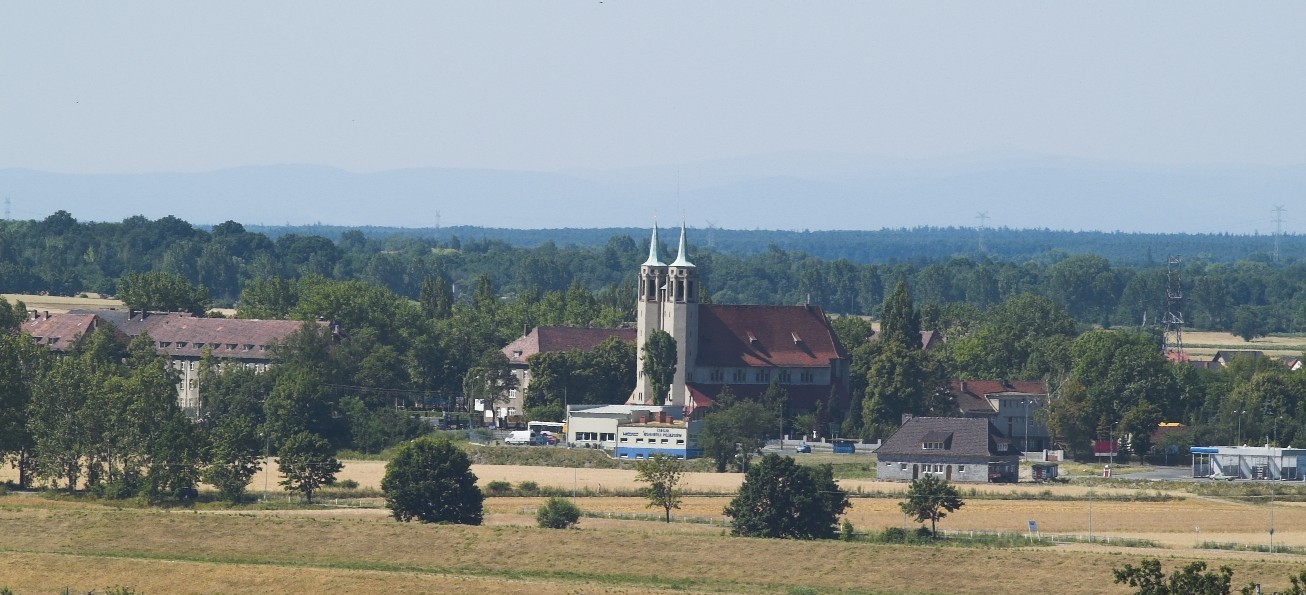
Kościół św. Józefa w Szczepanowicach

Szczepanowice-Wójtowa Wieś – dzielnica w Opolu, położona w zachodniej części miasta, na lewym brzegu Kanału Ulgi. Na północy sąsiaduje z dzielnicą Półwieś. Od zachodu i południa dzielnica ograniczona jest granicą administracyjną Opola i sąsiaduje z gminą Komprachcice (od zachodu) i gminą Prószków (od południa). 
Dzielnica liczy ok. 4,5 tys. mieszkańców. Powierzchnia dzielnicy to 9,23 km², czyli ok. 9,6% powierzchni miasta. 
Dzielnica jest zdominowana przez zabudowę jednorodzinną, także małe osiedle bloków mieszkalnych przy ul. Gospodarczej oraz domków szeregowych przy ul. Stawowej. Działają tu Szkoła Podstawowa Nr 10,  Szkoła Podstawowa nr 28, Publiczne Przedszkole nr 36 oraz wydziały Politechniki Opolskiej.  
Dzielnica została ustanowiona w 2012 roku. W jej skład weszły dawne miejscowości: 
- Szczepanowice, przyłączone do Opola w 1936 roku
- Wójtowa Wieś, w granicach Opola od 30 października 1975[2]

Pierwsza rada dzielnicy uformowała się w 2012 roku., kolejną mieszkańcy wybrali w wyborach w 2015 roku.